# Sørum
Gmina Sørum (norw. Sørum kommune) – norweska gmina leżąca w regionie Akershus. Jej siedzibą jest miasto Sørumsand.
Sørum jest 328. norweską gminą pod względem powierzchni.

## Demografia
Według danych z roku 2005 gminę zamieszkuje 12 925 osób. Gęstość zaludnienia wynosi 62,5 os./km². Pod względem zaludnienia Sørum zajmuje 85. miejsce wśród norweskich gmin.
| ludność stan na 1 stycznia 2005 |         |           |        |
|                                 | kobiety | mężczyźni | razem  |
| osób                            | 6484    | 6441      | 12 925 |
| %                               | 50,17%  | 49,83%    | 100%   |

| wykształcenie stan na 1 października 2004 |        |         |        |        |
|                                           | podst. | średnie | wyższe | niezn. |
| osób                                      | 1934   | 5926    | 1919   | 176    |
| %                                         | 19,43% | 59,53%  | 19,28% | 1,77%  |

## Edukacja
Według danych z 1 października 2004:
- liczba szkół podstawowych (norw. grunnskoler): 8
- liczba uczniów szkół podst.: 1879

## Władze gminy
Według danych na rok 2011 administratorem gminy (norw. rådmann) jest Marius Trana, natomiast burmistrzem (norw. ordfører, d. borgermester) jest Hans Marius Johnsen.